# Black Ark
Black Ark – studio nagraniowe Lee „Scratch” Perry’ego, istniejące w latach 1973–1979. Mieściło się w dzielnicy Washington Gardens w Kingston, na tyłach rodzinnego domu Perry’ego. Chociaż wyposażenia nie można uznać za nowoczesne jak na ówczesne standardy, to Black Ark stało się miejscem jednych z najbardziej odkrywczych dźwięków i metod produkcji na Jamajce (jeśli nie na świecie).

## Historia
Studio stało się miejscem używania niecodziennych technik takich, jak: overdub, używanie mikrofonów w celach perkusyjnych, wykorzystywanie potłuczonego szkła czy nawet dźwięków dzieci lub krów. Sam Perry otaczał Black Ark specyficzna opieką: zakopywał nieużyte kasety, odprawiał modły i zapalał świeczki, pryskał na taśmy płynami lub dymem.
Wśród artystów, którzy tam nagrywali pojawili się: Bob Marley & the Wailers, Junior Murvin, Max Romeo, Augustus Pablo, The Upsetters, The Congos, Silvertones. Twórcze wykorzystanie konsolety stało się również podstawą zupełnie nowego gatunku dub. Do studia na sesje byli zapraszani członkowie The Clash, a nawet zespół Paula McCartneya Wings.
Koniec studia nastąpił w 1979 roku, gdy właściciel zaczął się coraz dziwniej zachowywać. Perry, przekonany o tym, że studio nawiedziły duchy, zamówił specjalnego magika do pomocy. Najpierw pokryli oni każdą możliwą powierzchnię napisami, a później kompletnie spalili Black Ark. Po tym incydencie, zmalała artystyczna aktywność Perry’ego, a on sam wkrótce przeniósł się do Londynu i Szwajcarii. Studio próbowano odbudować w latach 80., ale ponownie wtedy spłonęło.